# Anastasija Bodnaruk
Anastasija Michajłowna Bodnaruk, ros. Анастасия Михайловна Боднарук (ur. 30 marca 1992) – rosyjska szachistka, arcymistrzyni od 2009, posiadaczka męskiego tytułu mistrza międzynarodowego od 2010 roku.

## Kariera szachowa
Wielokrotnie reprezentowała Rosję na mistrzostwach świata i Europy juniorek w różnych kategoriach wiekowych, zdobywając 6 medali: złoty (Budva 2003 – ME do 12 lat), trzy srebrne (Ürgüp 2004 – ME do 12 lat, Heraklion 2004 – MŚ do 12 lat, Belfort 2005 – MŚ do 14 lat) oraz dwa brązowe (Peñiscola 2002 – ME do 10 lat, Ateny 2012 – MŚ do 20 lat). 
Normy na tytuł arcymistrzyni wypełniła w latach 2006 (w Petersburgu) oraz 2008 (dwukrotnie w Moskwie, w tym dzieląc II-III m. za Nadieżdą Kosincewą, wspólnie z Tatjaną Kosincewą w finale indywidualnych mistrzostw Rosji). Również w 2008 r. podzieliła I m. (wspólnie z Jewgieniją Czasownikową i Jeleną Fatalibekowa) w mistrzostwach Moskwy oraz zwyciężyła w mistrzostwach Rosji juniorek do 20 lat. W 2009 r. zajęła III m. (za Sandugacz Szajdulliną i Tatjaną Mołczanową) w memoriale Ludmiły Rudienko w Petersburgu. W 2013 r. zdobyła srebrny medal (w klasyfikacji drużynowej) letniej uniwersjady w Kazaniu, zwyciężyła również w turnieju o Puchar Rosji. W 2014 r. podzieliła I m. (wspólnie z m.in. Aleksandrą Goriaczkiną i Jewgieniją Owod) w otwartym turnieju w Satce.
Reprezentowała Rosję w turniejach drużynowych, m.in.:  na olimpiadzie szachowej (w roku 2010); medalistka: indywidualnie – srebrna (2010 – na IV szachownicy) oraz  na olimpiadzie szachowej juniorów do 16 lat (w roku 2008); medalistka: wspólnie z drużyną – srebrna (2008).
W 2023 zwyciężyła w mistrzostwach świata w szachach szybkich.
Najwyższy ranking w dotychczasowej karierze osiągnęła 1 sierpnia 2013 r., z wynikiem 2469 punktów zajmowała wówczas 29. miejsce na światowej liście FIDE, jednocześnie zajmując 6. miejsce wśród rosyjskich szachistek.